# Tony Frangié
Pour les articles homonymes, voir Frangié.
Antoine Frangié (1er septembre 1939 - 13 juin 1978) est un homme politique libanais de la grande famille Frangié. Il est plus connu sous le nom de Tony Frangié (طوني فرنجيه). Il a été ministre des Postes, Télégraphes et Télécommunications du Liban et député de Zghorta en 1972. Tony Frangié est le fils de l'ancien président de la République Soleimane Frangié et le père de Sleiman Frangié.
Il est assassiné lors d'un raid organisé par les Forces libanaises en 1978 avec sa femme et sa fille de trois ans. Plus d'une trentaine de personnes présentes dans la résidence sont également tuées par les Forces libanaises sur ordre de Bachir Gemayel.

## Éducation et début de carrière politique
Frangié a fait ses études au Collège des Frères Tripoli, d'abord à Tripoli puis à Beyrouth, cette dernière de 1958 à 1960. Il poursuivait ses études avant sa mort. Le 25 octobre 1970, il succède à son père, Soleimane Frangié, en tant que membre du Parlement libanais de Zgharta, à la suite de l'élection de son père à la présidence. Il a également été nommé ministre des Postes et Télécommunications dans le gouvernement de son père.

## Guerre civile
À la fin des années 1960, lorsque des factions au Liban ont commencé à former des milices, le clan Frangieh a formé la Brigade Marada, également connue sous le nom d'Armée de libération de Zgharta (ZLA) ou Brigade Marada sous le commandement de Tony Frangié. La Marada/ZLA opérait principalement à partir de Tripoli et du nord du Liban, base de la famille Frangieh .
La guerre civile libanaise a été témoin de nombreux changements d’alliances où les alliés d’aujourd’hui sont devenus les ennemis de demain. Une de ces disputes s'est produite entre deux des principaux clans maronites, les Frangiés et les Gemayels. Les Frangiés, qui étaient proches de la Syrie, critiquaient l'alliance croissante du chef de la milice phalangiste Forces de régulation des Kataeb de Bachir Gemayel avec Israël. Des miliciens de la Phalange et de Marada se sont également affrontés à propos de rackets de protection.
Ce conflit a conduit au meurtre de Tony Frangieh, de son épouse Vera (née el Kordahi) et de sa fille Jihane, âgée de trois ans, par des miliciens phalangistes, connu sous le nom de Massacre d'Ehden. Son fils, Sleiman, se trouvait à Beyrouth au moment du meurtre.
Le 13 juin 1978, sur ordre de Bachir Gemayel et sous le couvert de l'obscurité, une force combinée de 1 200 phalangistes dirigée par Elie Hobeika et Samir Geagea attaqua et tua Tony Frangié et sa famille immédiate, éliminant ainsi l'un des protagonistes en lice pour le pouvoir politique au sein de la communauté chrétienne libanaise.